# Philodromus marginellus
Philodromus marginellus là một loài nhện trong họ Philodromidae.
Loài này thuộc chi Philodromus. Philodromus marginellus được Richard C. Banks miêu tả năm 1901.